# 安德烈娅·菲施巴赫尔
安德烈娅·菲施巴赫尔（德語：Andrea Fischbacher，1985年10月14日—），奥地利女子高山滑雪运动员。她曾代表奥地利参加2006年和2010年冬季奥林匹克运动会高山滑雪比赛，获得一枚金牌。